# Alexei Wassiljewitsch Kriwtschenkow
Alexei Wassiljewitsch Kriwtschenkow (russisch Алексей Васильевич Кривченков; * 11. Juni 1974 in Ussolje-Sibirskoje, Russische SFSR) ist ein ehemaliger russischer Eishockeyspieler, der seit seinem Karriereende als Trainer arbeitet.

## Karriere
Alexei Kriwtschenkow begann seine Karriere als Eishockeyspieler in der Nachwuchsabteilung von Jermak Angarsk. Von dort aus wechselte er zum HK ZSKA Moskau, für dessen Profimannschaft er von 1993 bis 1995 in der Internationalen Hockey-Liga aktiv war. In diesem Zeitraum wurde er im NHL Entry Draft 1994 in der dritten Runde als insgesamt 76. Spieler von den Pittsburgh Penguins ausgewählt, für die er allerdings nie spielte. Zwar ging der Verteidiger 1995 nach Nordamerika, lief in den folgenden drei Jahren jedoch ausschließlich in den Minor Leagues auf, wo er für die Syracuse Crunch in der American Hockey League, die Cleveland Lumberjacks und Long Beach Ice Dogs in der International Hockey League, sowie die Hampton Roads Admirals und Johnstown Chiefs in der East Coast Hockey League zum Einsatz kam. Anschließend kehrte er in seine russische Heimat zurück und verbrachte die Saison 1998/99 beim HK Sibir Nowosibirsk in der Wysschaja Liga, der zweiten russischen Spielklasse.
Von 1999 bis 2004 spielte Kriwtschenkow für Sewerstal Tscherepowez in der Superliga. Dort konnte er sich langfristig in der höchsten russischen Spielklasse durchsetzen. Die Saison 2004/05 verbrachte der Linksschütze bei seinem Ex-Klub HK Sibir Nowosibirsk, der in der Zwischenzeit ebenfalls in die Superliga aufgestiegen war. Die folgende Spielzeit begann er bei dessen Ligarivalen Witjas Tschechow, verließ den Verein nach zwei Toren und drei Vorlagen in 28 Spielen jedoch bereits wieder und kehrte nach Nowosibirsk zurück. Nachdem Sibir zur Saison 2008/09 in die neu gegründete Kontinentale Hockey-Liga aufgenommen worden war, begann er die Spielzeit erneut in Nowosibirsk, wechselte jedoch nach zwölf Einsätzen zum KHL-Ligarivalen Metallurg Nowokusnezk, für den er bis 2011 spielte. In der Saison 2010/11 war Krwitschenkow Assistenzkapitän bei Metallurg.
Seit seinem Karriereende 2011 gehört dem Trainerstab der Sibirskije Snaiperi Nowosibirsk, dem Juniorenteam des HK Sibir Nowosibirsk, an.

## Statistik
(Stand: Ende der Saison 2010/11)